# Collège St. Scholastica

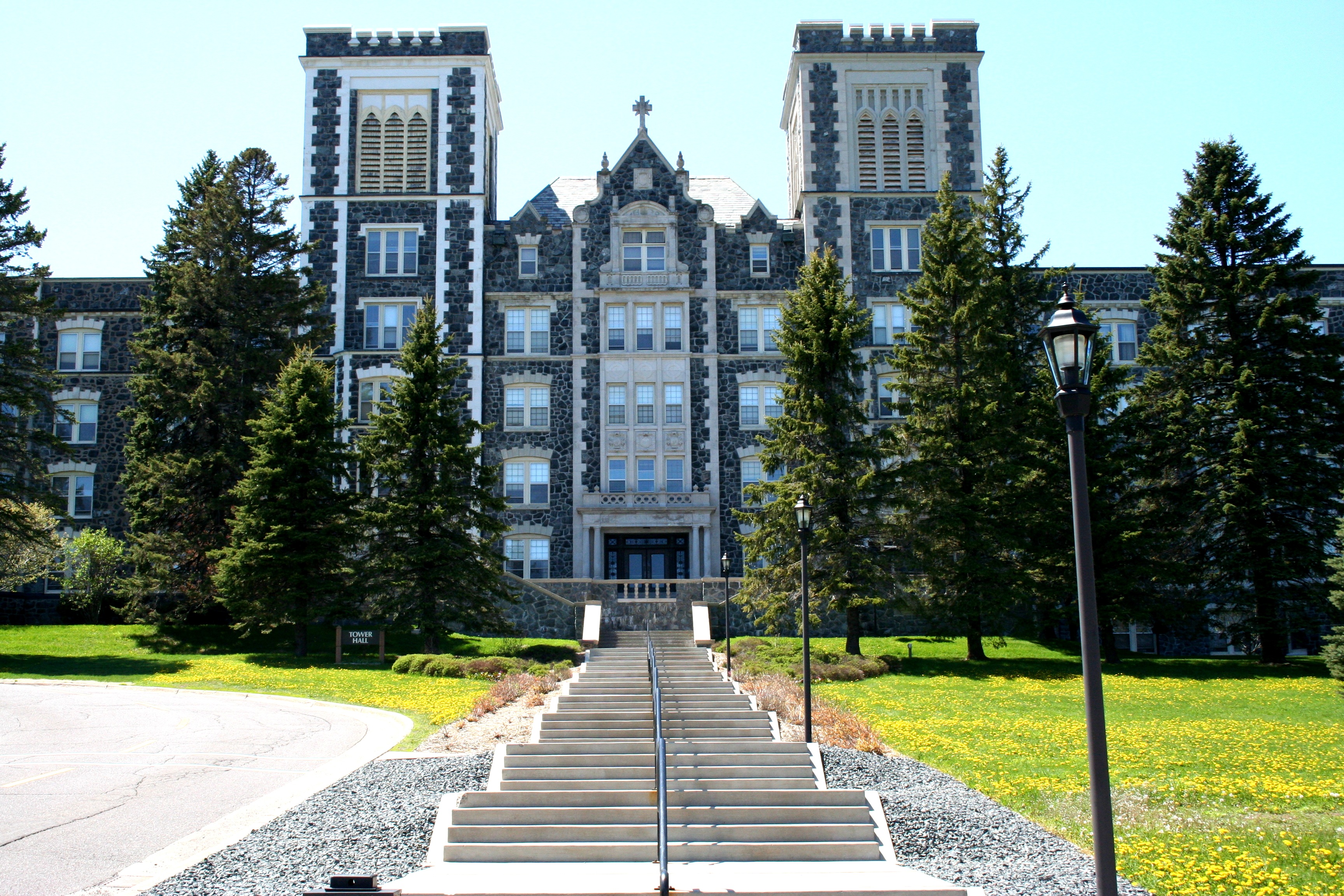
Le pavillon principal, Tower Hall

Le Collège St. Scholastica (College of St. Scholastica, ou CSS) est une petite université privée située dans la ville de Duluth, Minnesota. Le campus a été fondé en 1912. La faculté a des liens religieux avec le catholicisme, notamment dans la tradition bénédictine. Il est nommé en l'honneur de sainte Scholastique qui était la sœur de sang de saint Benoît. La faculté compte 4 000 étudiants. Le collège est reconnu pour son bâtiment principal, Tower Hall.[C'est-à-dire ?]